# ماکوتو سومیکاوا
ماکوتو سومیکاوا (انگلیسی: Makoto Sumikawa؛ زادهٔ ۳۱ مارس ۱۹۶۴) بازیگر، و صداپیشه اهل ژاپن است. وی بین سال‌های ۱۹۸۴ تا ۱۹۹۱ میلادی فعالیت می‌کرد.